# U-507
O Unterseeboot 507 foi um submarino alemão do Tipo IXC de longo alcance, pertencente a Kriegsmarine que atuou durante a Segunda Guerra Mundial. Foram construídos 54 submarinos da mesma classe entre os anos de 1939 e 1942.
Em seus 15 meses de operação o U-507 afundou e danificou 20 navios mercantes totalizando 83 704 toneladas de arqueação afundadas.
Ficou particularmente conhecido no Brasil pelo fato de ter afundado, em agosto de 1942, em um espaço de três dias, seis embarcações brasileiras (Baependi, Araraquara, Aníbal Benévolo, Itagiba, Arará e Jacira), ocasionando a morte de mais de seiscentas pessoas, fato este que determinou a entrada oficial do país na Segunda Guerra Mundial.
Foi afundado no Atlântico Sul, a 13 de janeiro de 1943, a noroeste da Base Aérea de Natal, precisamente no litoral do Piauí (a cerca de 100 milhas marítimas de Parnaíba), por um avião Catalina norte-americano do Esquadrão VP-83. Não houve sobreviventes de sua tripulação de 54 homens.

## Características técnicas
O U-507 pertenceu à classe de u-boot Tipo IXC, tendo sido produzidas 54 unidades entre março de 1939 e julho de 1941, em três estaleiros diferentes: o AG Weser e o Deustche Schiff und Maschinenbau AG, ambos em Bremen, e Deustche Werft AG, de Hamburgo.

### Dimensões
Possuía 1 120 m³ de deslocamento na superfície e 1 232 m³ quando submerso, com comprimento total de 76,76m, boca de 6,76 m e altura total de 9,6 metros. Seu vaso de pressão – o casulo interno que ficava sob pressão quando o u-boot submergia – media 57,75 m de comprimento por 4,4 m de altura e nesse espaço ficavam alojados entre 48 e 54 tripulantes, sendo 4 oficiais graduados. A espessura do casco sob pressão media 18,5 mm.
O submarino quando na superfície precisava uma lâmina d'água superior a 4,67 m. Foi projetado para navegar submerso em profundidade média de 100 m. A profundidade calculada de colapso do casco era de 200 metros.

### Autonomia
O barco era movimentado na superfície por dois motores diesel cada um deles com 9 cilindros, com potência nominal de 2 x 2 200 cv, alcançando 470-490 rpm. Submerso o submarino era movimentado por dois motores elétricos cada um deles com potência de 210 cv, alcançando 205 rpm (máxima de 2 x 500 cv, a 60 minutos, com um giro de 275 rpm). Os motores elétricos eram alimentados por dois grupos de baterias de 62 células com capacidade de 11 300 A/h, que por sua vez eram carregados pelos motores diesel quando em funcionamento navegando na superfície. Estes motores movimentavam duas hélices de três pás com 1,72 m de diâmetro.
Os tanques de diesel tinham a capacidade para receber 208 toneladas de combustível, quase o dobro da capacidade dos u-boot do Tipo VIIC.  O U-507 tinha autonomia de 13 450 milhas a 10 nós e 11 000 milhas a 12 nós navegando na superfície; imerso, ele alcançava 63 milhas a 4 nós e 128 milhas a 2 nós. Em emergência o barco podia mergulhar em 35 segundos.

### Armamento
Era dotado de seis tubos lança-torpedos, quatro na proa e dois na popa, podendo levar 22 torpedos por patrulha. Para ataques na superfície o submarino contava com uma metralhadora anti-aérea calibre 37 mm e um canhão de 105 mm instalado avante no convés, e carregava para estas armas 2.625 e 180 cartuchos respectivamente.

## Comandantes
Em seus quinze meses de existência e nos 227 dias em que esteve em ação, o U-507 teve apenas um único comandante: o Capitão-de-Corveta Harro Schacht (1907-1943), condecorado com a Cruz de Ferro de 1ª classe, em 1942, e com a Cruz de Cavaleiro da Cruz de Ferro, em 9 de janeiro de 1943, quatro dias antes de sua morte. Postumamente, foi promovido a Capitão-de-Fragata (1944).
| Comandante    | Período                                      |
| ------------- | -------------------------------------------- |
| Harro Schacht | 8 de outubro de 1941 – 13 de janeiro de 1943 |

## Operações

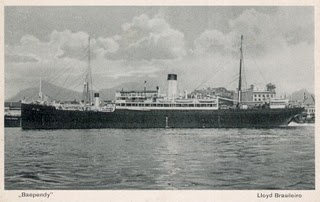
SS Baependy.

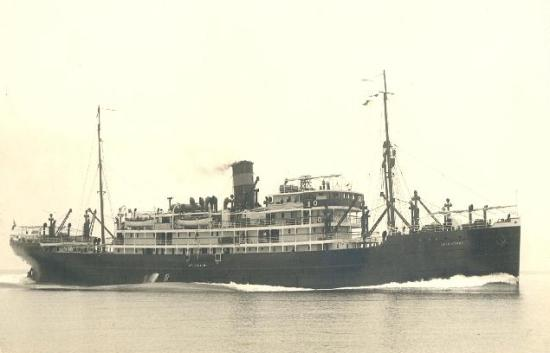
SS Araraquara.

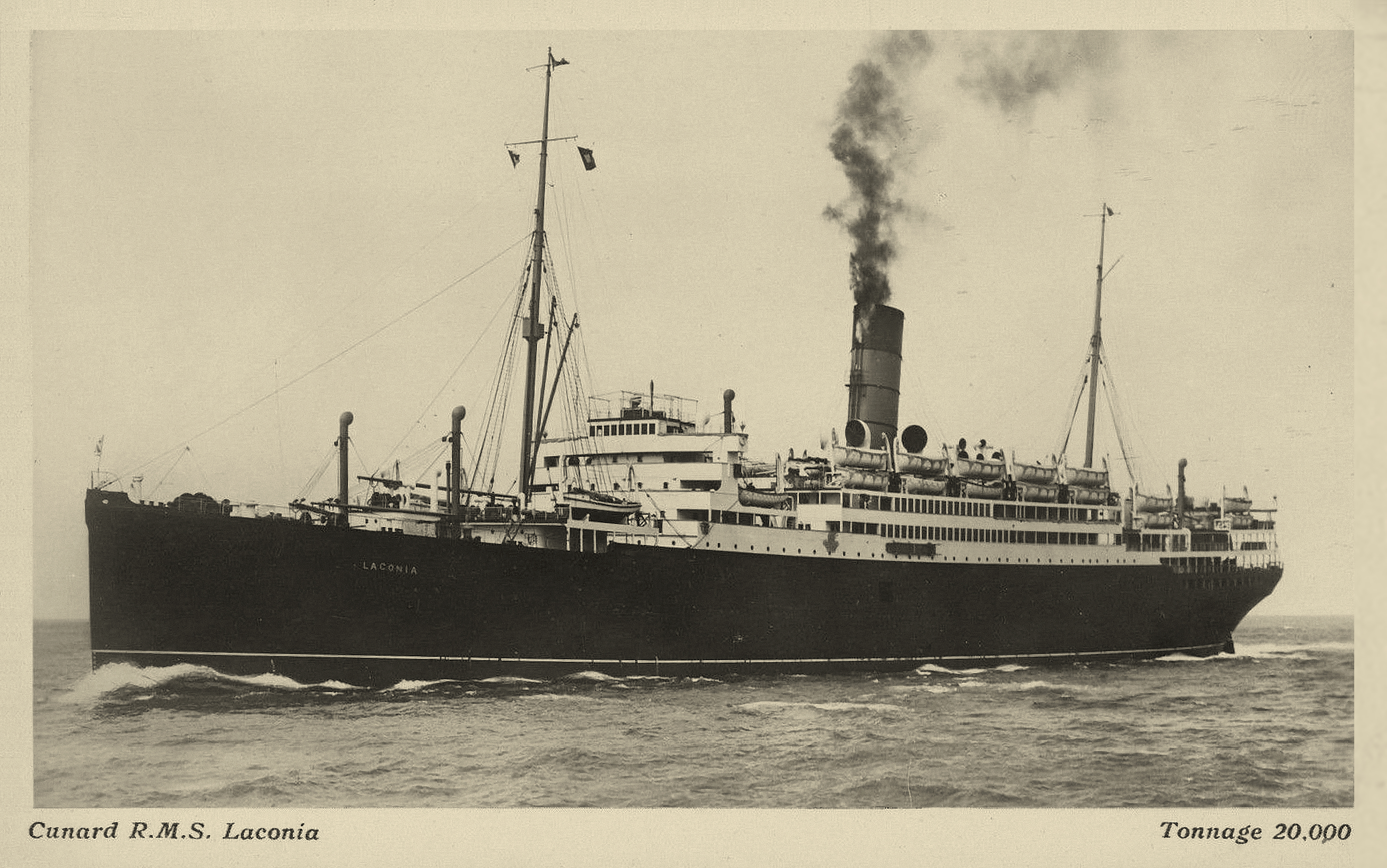
RMS Laconia.

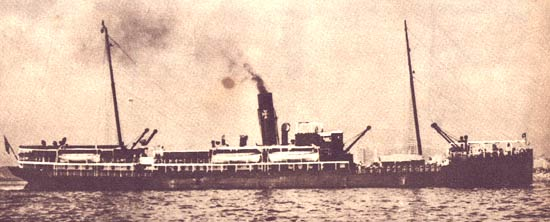
Itagiba.

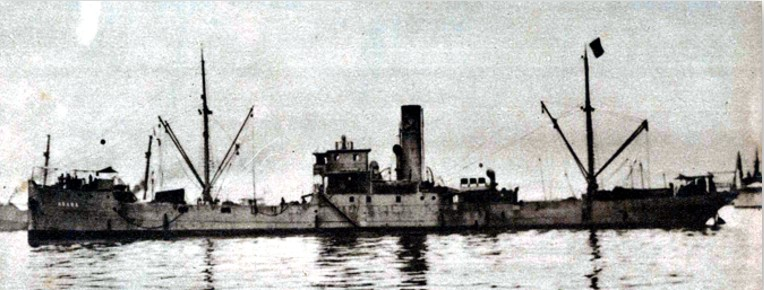
Arará.

Em sua carreira, o submarino participou de quatro patrulhas, sendo a primeira subordinado à 4ª Flotilha de Unterseeboot, e as demais subordinado à  2ª Flotilha de Unterseeboot, da Kriegsmarine.

### Subordinação
A 4ª Flotilha de Unterseeboot, com base em Stettin (atual Szczecin, Polônia),  foi fundada em maio de 1941 sob o comando do Capitão-Tenente Werner Jacobsen. Foi lá que, durante a guerra, 280 submarinos da Kriegsmarine receberam seu treinamento básico, dentre eles, o U-507, entre outubro de 1941 e fevereiro de 1942. A flotilha foi dissolvida em maio de 1945.
A 2ª Flotilha de Unterseeboot, também conhecida como U-Flotilha "Saltzwedel" uma homenagem ao comandante de submarino da Primeira Guerra Mundial Reinhold Saltzwedel, era uma flotilha de combate que teve sob suas ordens 91 U-Boots entre eles o U-507.
A flotilha teve como base durante a Segunda Guerra, Wilhelmshaven (até junho de 1940) e, depois, Lorient, na França, até agosto de 1944, quando seus últimos submarinos rumaram à Noruega, ainda ocupada.
| 8 de outubro de 1941 – 28 de fevereiro de 1942 | 4ª Flotilha de Unterseeboot (treinamento da tripulação) |
| 1 de março de 1942 – 13 de janeiro de          | 2ª Flotilha de Unterseeboot (operação de guerra)        |

### Patrulhas
Em sua primeira patrulha o submarino partiu de Heligolândia, a 12 de março, tomando o rumo noroeste, através do Mar do Norte, até a altura das Ilhas Shetland. Ao norte daquelas ilhas, rumou para oeste e depois infletiu para sudoeste, contornando as Ilhas Britânicas, pelo Atlântico, atravessando o Mar Celta para aportar na costa oeste da França, na base de submarinos de Lorient.
Na patrulha seguinte, iniciada a 4 de abril de 1942, tomou o rumo do Atlântico Norte, em direção à costa sudeste dos Estados Unidos e ao Golfo do México. Próximo à Cuba, afundou, em 30 de abril, seu primeiro navio, o norte-americano Federal, de 2.881 toneladas. Seguiram-se os afundamentos de mais oito embarcações (cinco americanas, duas hondurenhas e uma norueguesa), bem como danos a um outro navio norte-americano de 6.561, o Gulfprince. Retornou à sua base operacional na França, a 4 de junho, com um saldo de 51 343 toneladas de arqueação bruta afundadas e 98 mortos.
Em 4 de julho, partiu para sua terceira patrulha, em direção ao sul passando pela costa da Espanha e ao largo dos Açores, rumo ao Brasil. No litoral desse país, precisamente entre os estados da Bahia e de Sergipe, entre os dias 15 e 19 de agosto, o u-boot afundou cinco navios brasileiros de médio porte, causando a morte de 607 pessoas. Tais ataques, onde morreram civis – dentre os quais, mulheres e crianças – indignaram a opinião pública brasileira, a qual exigiu uma declaração de guerra à Alemanha Nazi. Em 31 de agosto, o governo brasileiro formalmente declarou estado de beligerância contra as potências do Eixo. Naquela mesma semana, o U-507 ainda poria a pique – a tiros de canhão – a pequena barcaça de carga Jacira, de apenas 89 toneladas. Não houve mortes nesse episódio. No dia 22, mais ao sul, afundaria ainda o mercante sueco Hammaren, custando a vida de seis tripulantes.
Em meados de setembro, quando retornava à base de Lorient, o U-507 recebeu ordens para ajudar no resgate de sobreviventes do afundamento do navio de passageiros britânico RMS Laconia, torpedeado pelo U-156 no meio do Atlântico. Em verdade, a preocupação do comando alemão era o salvamento dos 1 800 prisioneiros de guerra italianos que estavam a bordo. No dia 15 de setembro, chegaram à cena do afundamento o U-506 e o U-507, bem como o submarino italiano Cappelini. Os submarinos rumaram para a costa, rebocando os botes salva-vidas e centenas de sobreviventes, tanto nos botes quanto dentro dos submarinos.
Porém, no dia seguinte, um bombardeiro B-24 Força Aérea do Exército dos Estados Unidos, operando da ilha de Ascensão, atacou os submarinos, que, naquele momento, exibiam bandeiras brancas com uma cruz vermelha, forçando-os a cortar os cabos usados para rebocar os botes salva-vidas e submergir imediatamente. Depois do ocorrido, que viria a ser conhecido como Incidente Lacônia, o Comandante-em-chefe da Kriegsmarine  Almirante Karl Dönitz, ordenou que nenhum u-boot participaria de outra operação de resgate.
Em sua quarta e última patrulha, iniciada em 24 de novembro de 1942, após algumas manobras ao largo de Lorient, o submarino rumou novamente ao Atlântico Sul. Torpedeou mais três navios britânicos, antes de ser afundado.
|       | Comandante    | Partida                | Partida                 | Chegada                | Chegada                 | Dias     | Tonelagem afundada |
| ----- | ------------- | ---------------------- | ----------------------- | ---------------------- | ----------------------- | -------- | ------------------ |
|       | Harro Schacht | 7 de março de 1942     | Hamburgo (Alemanha)     | 31 de julho de 1941    | Heligolândia (Alemanha) | 2        |                    |
| 1     | Harro Schacht | 12 de março de 1942    | Heligolândia (Alemanha) | 25 de março de 1942    | Lorient (França)        | 14       |                    |
| 2     | Harro Schacht | 4 de abril de 1942     | Lorient (França)        | 4 de junho de 1942     | Lorient (França)        | 62       | 51 343             |
| 3     | Harro Schacht | 4 de julho de 1942     | Lorient (França)        | 12 de outubro de 1942  | Lorient (França)        | 101      | 18 131             |
| 4     | Harro Schacht | 24 de novembro de 1942 | Lorient (França)        | 26 de novembro de 1942 | Lorient (França)        | 2        |                    |
|       | Harro Schacht | 28 de novembro de 1942 | Lorient (França)        | 13 de janeiro de 1943  | afundado                | 47       | 14 230             |
| Total | Total         | Total                  | Total                   | Total                  | Total                   | 227 dias | 83 704             |

### Navios atacados pelo U-507
Em uma ação solitária entre os dias 16 e 17 Agosto de 1942, o submarino afundou ao largo da costa do Brasil no prazo de 40 horas cinco navios que navegam sob a bandeira brasileira. São relevantes também o afundamento dos seguintes navios:
| Data                   | Comandante    | Nome do navio       | Toneladas | Nacionalidade  | Armador                                         |
| ---------------------- | ------------- | ------------------- | --------- | -------------- | ----------------------------------------------- |
| 5 de maio de 1942      | Harro Schacht | SS Munger T. Ball   | 5 104     | Estados Unidos | Sabine Transportation Co. Inc.                  |
| 6 de maio de 1942      | Harro Schacht | SS Joseph M. Cudahy | 6 950     | Estados Unidos | Sinclair Refining Co.                           |
| 6 de maio de 1942      | Harro Schacht | SS Alcoa Puritan    | 6 795     | Estados Unidos | Alcoa S. S. Co. Inc.                            |
| 12 de maio de 1942     | Harro Schacht | SS Virginia         | 10 731    | Estados Unidos | National Bulk Carriers Inc.                     |
| 16 de agosto de 1942   | Harro Schacht | SS Baependy         | 4 801     | Brasil         | Lloyd Brasileiro                                |
| 16 de agosto de 1942   | Harro Schacht | SS Araraquara       | 4 872     | Brasil         | Lloyd Brasileiro                                |
| 16 de agosto de 1942   | Harro Schacht | SS Annibal Benevolo | 1 905     | Brasil         | Lloyd Brasileiro                                |
| 17 de agosto de 1942   | Harro Schacht | SS Itagiba          | 2 169     | Brasil         | Companhia Nacional de Navegação Costeira - Itas |
| 17 de agosto de 1942   | Harro Schacht | SS Arara            | 1 075     | Brasil         | Cia. Serras de Navegacao & Commercio            |
| 19 de agosto de 1942   | Harro Schacht | SV Jacyra           | 90        | Brasil         |                                                 |
| 22 de agosto de 1942   | Harro Schacht | Hammaren            | 3 220     | Suécia         |                                                 |
| 27 de dezembro de 1942 | Harro Schacht | Oakbank             | 5 154     | Reino Unido    |                                                 |
| 3 de janeiro de 1943   | Harro Schacht | Baron Dachmont      | 3 675     | Reino Unido    |                                                 |
| 8 de janeiro de 1943   | Harro Schacht | York wood           | 5 401     | Reino Unido    |                                                 |

### Ataques sofridos
O U-507 esteve sob ataque em duas ocasiõesː
- 9 de maio de 1941

O u-boot foi atacado por um Catalina a cerca de 225 milhas ao sul de Pensacola (Flórida), no Golfo do México.
- 10 de maio de 1942

Novamente no Golfo do México, mas desta vez a cerca de 56 milhas a sul-sudoeste de Pensacola (Flórida), o submarino foi atacado por Catalina norte-americano.

### Consequências Político-Militares

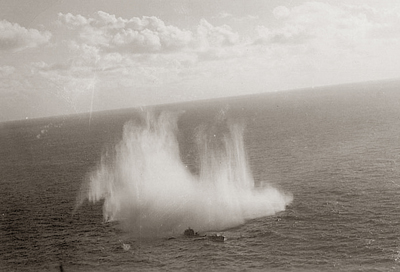
U-507 sob ataque aéreo.

Embora desde fevereiro de 1942, já ocorressem ataques de submarinos alemães e italianos contra navios brasileiros, desde maio houvesse escaramuças entre forças de aeronavais brasileiras e submarinos do Eixo, e desde julho manifestações populares exigindo que o governo brasileiro abandonasse oficialmente sua posição de neutralidade; as ramificações políticas do que Schacht e sua tripulação fizeram ao largo da costa brasileira em agosto daquele ano foram enormes. A então segunda ditadura civil militar brasileira passou de uma neutralidade simpática em relação ao Eixo, para uma oposição firme no espaço de alguns dias, declarando guerra à Alemanha Nazista e à Itália fascista, o que levaria o país a enviar uma pequena Força Expedicionária ao Teatro de Operações de Guerra do Mediterrâneo, na Campanha da Itália. Além do total envolvimento de sua Marinha na Batalha do Atlântico, naquilo que foi a principal contribuição do país ao esforço de guerra aliado no campo militar, a exemplo do que já havia ocorrido no conflito mundial anterior.

### Afundamento

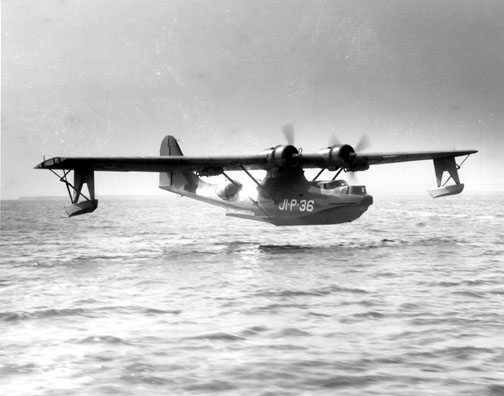
Consolidated PBY Catalina do tipo que afundou o U-507.

Foi no dia 13 de janeiro de 1943, que o U-507 encerrou sua quarta patrulha após 47 dias no mar. O submarino operava no litoral do nordeste brasileiro, entre os estados do Rio Grande do Norte e do Ceará.
No dia 2 de janeiro, uma patrulha aérea, estacionada na Base Aérea de Natal, cuja missão era dar cobertura a comboios aliados entre aquela cidade e Belém, comandada pelo Tenente-Aviador norte-americano Lloyd Ludwig, avistou três botes salva-vidas repletos de sobreviventes, provavelmente do MV Oakbank, afundado pelo U-507 dias antes.
Após dez dias voando naquela região a bordo de um Catalina, prefixo PBY-10, a patrulha aérea recebeu a informação, na manhã do dia 13 de janeiro, de que um submarino estava seguindo um comboio nas proximidades de Fortaleza. Voando contra o sol a cerca de 6 000 pés (aproximadamente 2 000 m) de altitude e usando a cobertura das nuvens, o Catalina avistou o U-507. Em um vôo rasante, o avião despejou quatro cargas de profundidade, conforme relato do militar norte-americano:
"(...) Nos aproximávamos do submarino pela proa e ainda nenhum sinal que ele nos avistara. Pareceu muito tempo, mas em questão de segundos descemos para 1 200 pés. O submarino tinha nos avistado e começava a submergir. Nós diminuímos o mergulho, mas o nariz do avião ainda estava baixo. Aumentamos a força do motor para mantermos a velocidade. Mearl já estava prestes a empurrar a soltar as bombas do lado direito. Harry estava na esquerda. Eu estava com o pickeral, o mecanismo de soltar as bombas, em minhas mãos. Nós estávamos quase lá e o submarino tinha acabado de submergir, estava apenas com a torre de comando sendo inundada. Nós estávamos a menos de 100 pés e ainda descendo. Eu pressionei o pickeral mirando um pouco depois da torre de comando. Então Mearl e Harry também soltaram as suas cargas de profundidade.(...) Ainda bem que todas as quatro cargas foram lançadas pois nós estávamos a menos de 25 pés e a perda de de 2 000 pounds [1 tonelada] nos ajudou a ganhar altitude. Logo nós estávamos em uma curva ascendente para a esquerda. Eu olhei pra trás e que vista! Pareciam as cataratas de Niágara viradas de cabeça para baixo, um paredão de água foi lançado para o ar, não em quatro colunas, mas em uma só. Nós circulamos os destroços, jogamos duas bombas de fumaças mas não vimos nada do submarino excerto os vestígios das cargas de profundidade. Harry Holt voltou para o compartimento de comunicação, marcou nossa posição e avisou a base do ataque. Eu perguntei pelo rádio “Alguém viu o comboio?”. Eu acho que foi o capitão de aeronaves AMM2c J.W Dickson na torre que respondeu “Nós o passamos mais ou menos 5 minutos antes de iniciarmos o ataque.
Eu passei os controles para Mearl seguir até o comboio e me voltei para a tripulação e perguntei:
Vocês viram onde as cargas de profundidade caíram?
Sim!
Pareceu ter atingido o submarino?
Logo antes da torre de comando.
O que vocês acharam do ataque?
Achei que nós íamos bater nele!"
Bem, foi bem perto mesmo, mas mantenhas os olhos na fumaça enquanto puder, nós estamos voltando para avisar ao comboio."
O Tenente Ludwig contatou o cruzador USS Omaha (CL-4) que estava escoltando o comboio. O navio de guerra se deslocou para o local do ataque mas não encontrou qualquer evidência da destruição do u-boot. Um relatório foi enviado para o escritório de inteligência do esquadrão VP83, o qual deu ao Tenente Ludwig e sua tripulação o crédito pelo ataque ao submarino, embora o afundamento não tenha se confirmado. Entretanto, apesar da incerteza quanto ao sucesso da missão, o submarino cessou qualquer contato com sua base e não mais retornou à mesma. Seu afundamento só seria confirmado após o fim da Guerra.
O U-507 foi ao fundo levando consigo quatro prisioneiros britânicos: o comandante do MV Oakbank, o comandante do SS Baron Dachmont, conhecido no Brasil como o "Navio do Pecém", nome da praia em frente a qual foi afundado, chamado Donald MacCallum, o imediato e o comandante do SS Yorkwood.